# Honigraum

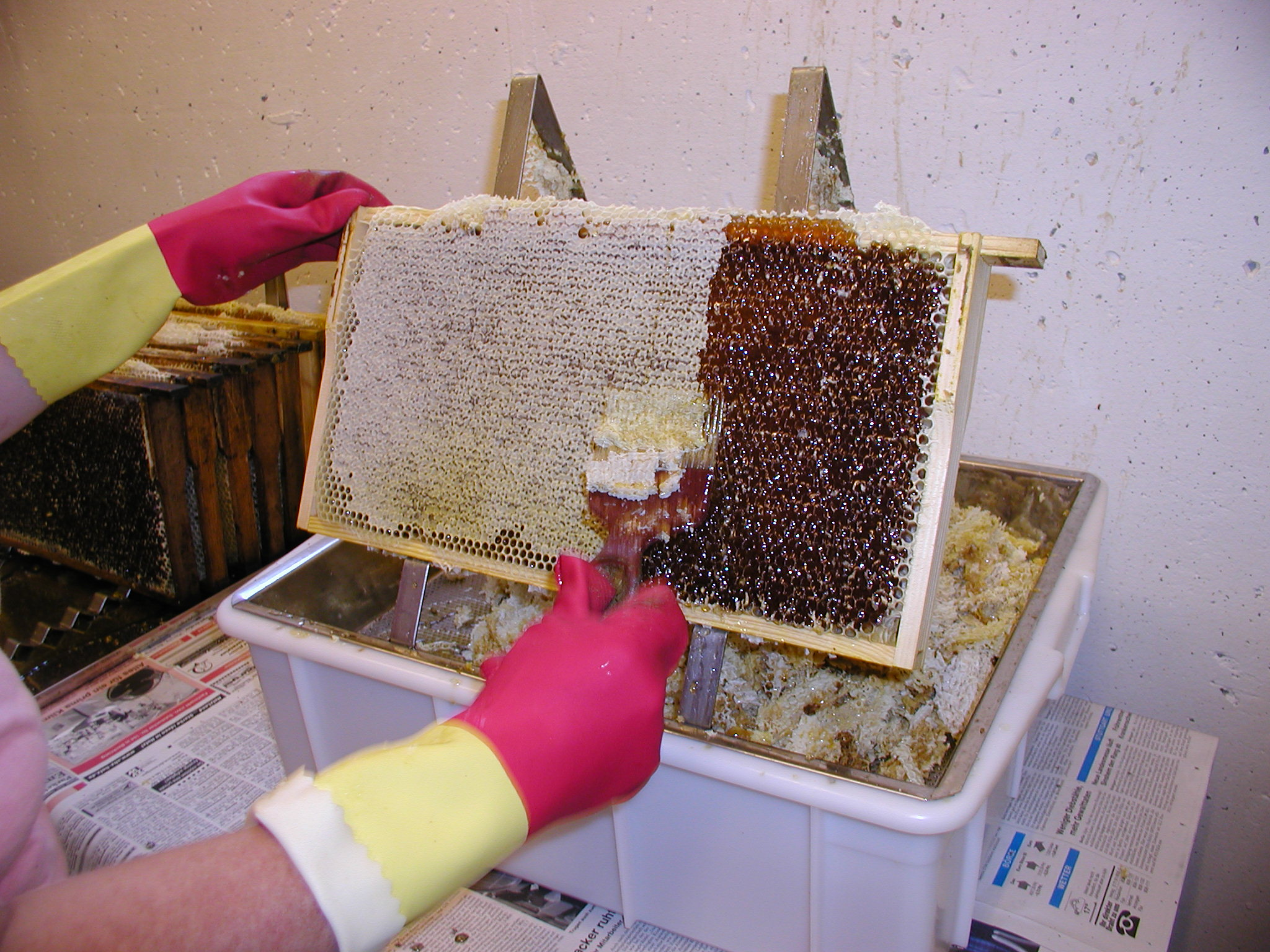
Ernte aus einer unbebrüteten Honigwabe aus dem Honigraum mit dunklem Honigtau-Honig (ca. 2 kg)

Als Honigraum wird in der Imkerei der obere Bereich einer Bienenbeute bezeichnet, in dem Honigbienen in den Bienenwaben größere Mengen an Honig-Vorräten anlegen.
Bei einer Magazin-Beute sind es die oberen Zargen, bei einer Hinterbehandlungsbeute ist es der obere Raum. Der Honigraum ist nur während der Vegetationszeit vorhanden, da nur in dieser Zeit ausreichend Trachten von den Bienen zur Anlage von Honigvorräten genutzt werden kann.
Häufig wird zwischen dem Brutraum (dem unteren Bereich der Beute) und dem Honigraum ein Absperrgitter eingelegt. Dieses hat eine Maschenweite, die den normalen Bienen ein Durchschlüpfen ermöglicht, aber der größeren Königin den Zutritt versperrt. Der Vorteil besteht darin, dass die Königin ihre Eier nicht in die Honigwaben legen kann, sodass beim Schleudern keine Bienenlarven oder Eier mit in den Honig gelangen.
Die unbebrüteten Honigraumwaben bieten auch der Wachsmotte schlechte Vermehrungsmöglichkeiten, da diese sich von den Rückständen, die die Bienenlarven in den Zellen hinterlassen, ernährt. Die Waben können daher nach dem Abernten im Herbst gut (außerhalb des Bienenvolkes) eingelagert werden.